# Polyommatus erigone
Polyommatus erigone är en fjärilsart som beskrevs av Grose-smith 1890. Polyommatus erigone ingår i släktet Polyommatus och familjen juvelvingar. Inga underarter finns listade i Catalogue of Life.